# ذراع ابوالنجا
ذراع ابوالنجا گورستانی باستانی واقع در کرانه غربی رود نیل در شهر تبس، مصر، است. این گورستان درست در نزدیکی خلیج خشک که به دیر البحری راه دارد واقع شده.

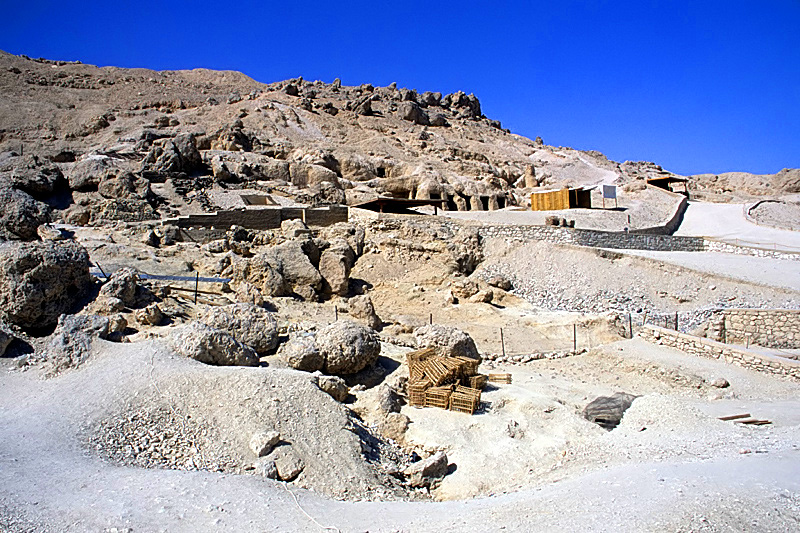
نگاره‌ٔ ذراع ابوالنجا، گورستان باستانی - ۲۰۰۵

این مکان به احتمال زیاد به عنوان گورستانی شاهانه برای شاهان دودمان هفدهم مصر انتخاب شده بوده و آرامگاه احتمالی آمنهوتپ یکم (گور ANB) از دودمان هجدهم در آن قرار دارد.

## آرامگاه‌های نامدار
- ANB - به احتمالی برای آمنهوتپ یکم و «اهمسه نفرتاری» بوده است.
- تی‌تی۱۳۳ - شوروی
- نفرهوتپ، کاتب شاهانه